# Злата Огневич
Злата Огневич (родена като Ина Леонидивна Бордюг) е украинска певица. Тя представя Украйна на „Евровизия 2013“.

## Ранни години
Злата е отраснала в Судак, малък град на Кримския полуостров. През 1991 г. семейството ѝ се премества именно в Судак, защото нейният военнослужещ баща е прехвърлен там. Посещава уроци по пеене и солфеж. Преди това е живяла в „много градове и страни“. В украинската столица, Киев, певицата завършва музикална гимназия и няколко години по-късно консерваторията „Райнхолд Глиер“.

## Кариера
Огневич е солистка на Националния ансамбъл за песни и танци към Въоръжените сили на Украйна.

### Евровизия
Злата Огневич взема участие в украинската селекция 3 пъти.

#### Евровизия 2010
Първия си опит да представи Украйна на „Евровизия“ прави през 2010 г. с песента Tiny Island, класирала се пета с 30 точки.

#### Евровизия 2011
Година по-късно последва вторият неуспешен опит: този път песента („Кукушка“) е на украински и се класира втора.
Поради зрителски оплаквания от процедурата за гласуване е насрочена дата за нов финал, 3 март 2011 г. Джамала и Огневич се оттеглят от новия финал дни преди да се проведе и Мика Нютон става представител на Украйна същата година.

#### Евровизия 2013
За пореден път певицата прави опит да представи страната на песенния конкурс, участвайки в украинската селекция с песента Gravity. Този опит се оказва успешен: изпълнението получава 40 точки, 20 от жури и 20 от телезрители, класирайки се на първо място.
На „Евровизия“ завършва на трето място в крайното класиране.

#### Политическа кариера
Злата Огневич е четвърта в списъка на Радикалната Партия на Олег Ляшко на парламенарните избори в Украйна през 2014 г. и става депутат. Тя и семейството ѝ отказват да вземат руски паспорти след анексирането на Крим от Руската Федерация и в протест тя прекъсва договорите си с властите на полуострова. Събира пари с благотворителни концерти за украинската армия.
На 10 ноември 2015 се отказва от депутатския си мандат.